# 559 v.Chr.
Het jaar 559 v.Chr. is een jaartal volgens de christelijke jaartelling.

## Gebeurtenissen

### Carthago
- De Carthagers veroveren de eilanden Corsica, Sardinië en Sicilië.

### Perzië
- Koning Cyrus II de Grote (r. 559 - 529 v.Chr.) wordt heerser over de Perzen en een vazalvorst van de Medische koning Astyages.